# Orobanche rigens
Orobanche rigens är en snyltrotsväxtart som beskrevs av Jean Loiseleur-Deslongchamps. Orobanche rigens ingår i släktet snyltrötter, och familjen snyltrotsväxter. Inga underarter finns listade i Catalogue of Life.